# Theodor Wildbolz
Theodor „Theo“ Wildbolz (* 6. September 1926 in Wiedlisbach, Kanton Bern; † 25. Dezember 2011 in Wädenswil ZH) war ein Schweizer Entomologe und Politiker in Zürich. Er war Mitglied beim Landesring der Unabhängigen (LdU).

## Leben
Wildbolz war das jüngste von drei Kindern des Ärzteehepaars Adolf und Elisabeth Clothilde Wildbolz, geborene Kind. Er absolvierte Schulen in Wiedlisbach und legte in der Kantonsschule Solothurn seine Matura ab. Anschliessend studierte er Landwirtschaft an der ETH Zürich und machte Praktika im In- und Ausland. 1954 wurde er mit der Dissertation Beitrag zur Anatomie, Histologie und Physiologie des Darmkanals der Larve von Melolontha melolontha L. unter der Leitung von Paul Bovey an der ETH Zürich zum Doktor der Technikwissenschaften promoviert. 1955 wurde er wissenschaftlicher Mitarbeiter an der Eidgenössischen Forschungsanstalt für Obst-, Wein- und Gartenbau in Wädenswil. 1956 heiratete er Annemarie Lisette Heiniger (1930–2020). Aus dieser Ehe gingen drei Kinder hervor.
Wildbolz war als Entomologe im Pflanzenschutz tätig. Er befasste sich mit Schädlingen im Obstbau und deren Verhütung sowie dem integrierten Einsatz von Pflanzenschutzmitteln, wobei er mit der Industrie und den Bauern zusammenarbeitete. Er war Mitglied in Arbeitsgruppen im In- und Ausland. Von 1959 bis 1971 war er Mitarbeiter in der Gesundheitskommission Zürich. Von 1970 bis 1982 war er für den Landesring der Unabhängigen Mitglied im Kantonsrat Zürich. 1991 wurde er pensioniert.
Von 1980 bis 1985 war er im Vorstand von Pro Natura. Zudem engagierte er sich in der Schweizerischen Entomologischen Gesellschaft.
Am 25. Dezember 2011 starb Theodor Wildbolz an Krebs.

## Schriften (Auswahl)
- (mit Walter Vogel und Jakob Klingler) Pamene rhediella Clerck, der Bodenseewickler, ein bisher übersehener Obstschädling, 1956
- (mit Walter Vogel und Fritz Schneider) Die Apfelwicklerprognose für das schweizerische Mittelland in den Jahren 1954–1957, 1957
- Über die Orientierung des Apfelwicklers bei der Eiablage, 1958
- (mit Walter Vogel) Befallsschwankungen bei einigen häufigen Schädlingen an Apfelbäumen, 1958
- (mit Dick Hille Ris Lambers) Allocotaphis quaestionis Boerner in der Schweiz (Hom. Aphidinae), 1959
- (mit Alfred Staub) Erfahrungen über das Auftreten und die Bekämpfung des Apfelwicklers im Jahre 1959, 1959
- Über den Einfluß von intensiver und schonender Insektizidsprißung in Apfelanlagen, 1960
- Über Möglichkeiten der Prognose und Befallsüberwachung und Über Toleranzgrenzen bei der Integrierten Schädlingsbekämpfung im Obstbau, 1962
- Beobachtungen über Befallskonzentrationen der ersten Generation der Obstbaumminiermotte Lyonetia clerkella L. und über das Verhalten der Falter, 1963
- Ueber Populationsschwankungen bei Obstbaumschaedlingen, 1964
- (mit Walter Riggenbach) Beobachtungen und Versuche über Unterschiede zwischen der Apfelgespinstmotte und der Zwetchengespinstmotte, 1965
- Comparaison de Différentes Méthodes de Recensement des Populations d'Arthropodes Vivant aux Dépends du Pommier, 1965
- (mit Walter Riggenbach) Investigations on the induction and termination of the diapause codling moths from central and eastern Switzerland, 1969
- (mit Peter Fluri und Erwin Mani) Untersuchungen über das Paarungsverhalten des Apfelwicklers (Laspeyresia pomonella L.) und den Einfluss von künstlichem Sexuallockstoff auf die Kopulationshäufigkeit, 1974
- (mit Alfred Staub) Die Astproben-Untersuchung als Prognosemethode für das Auftreten wichtiger Schädlinge im Obstbau, 1975
- (mit Alfred Staub) Populationsschwankungen von Apfelschädlingen : Resultate von Astprobenuntersuchungen in den Jahren 1951–1973, 1975
- (mit Alfred Staub) Sawfly management by control of egg laying, control of the infestation and use of white traps, 1984
- (mit Alfred Staub) Der Schlüpfverlauf männlicher und weiblicher Apfelwicklerfalter (Cydia pomonella) und der Raupenparasiten im Insektarium, 1985
- (mit Alfred Staub) Fang der Pflaumensägewespe Hoplocampa minuta und H. flava und der Apfelsägewespe H. testudinea mit weissen Fallen. Einfluss von Temperatur, Blütezeit und Fallenposition, 1986
- Apfelfaltenläuse der Gattung Dysaphis Börner in der Schweiz (Homoptera: Aphididae), 1991
- Integrierter Pflanzenschutz: Ziele, Entwicklungen, 1994
- (mit Erwin Mani und Walter Riggenbach) Effect of pheromone trap position in large and small trees and in the open field on the catch of codling moth, Cydia pomonella, males, 1995
- (mit Erwin Mani und Walter Riggenbach) Populationsschwankungen des Apfelwicklers Cydia pomonella (L.) in ungestörten Apfelbeständen der Ostschweiz, 1997